# Сальваторе Кавальяро
Сальваторе Кавальяро (італ. Salvatore Cavallaro; 16 серпня 1995, Катанія) — італійський боксер, призер чемпіонатів світу і Європи та Європейських ігор серед аматорів.

## Аматорська кар'єра
2011 року Сальваторе Кавальяро завоював бронзову медаль на чемпіонаті світу серед юніорів. 2013 року він завоював бронзову медаль на чемпіонаті Європи серед молоді.
На Європейських іграх 2015 переміг Александра Дреновака (Сербія) та Ентоні Фавлера (Велика Британія), а у чвертьфіналі поступився Максиму Коптякову (Росія).
На чемпіонаті Європи 2015 завоював бронзову медаль.
- В 1/16 фіналу переміг Деніса Радован (Німеччина) — 2-1
- В 1/8 фіналу переміг Крістіана Мбіллі Ассомо (Франція) — 3-0
- У чвертьфіналі переміг Троя Вільямсона (Англія) — 2-0
- У півфіналі програв Томашу Яблонському (Польща) — 1-2

На чемпіонаті світу 2015 програв у першому бою Ентоні Кемпбеллу (США). 2015 року також боксував в боксерській лізі World Series Boxing (WSB) у складі команди італ. Italia Thunder (Італійський Грім). З шести поєдинків переміг у двох.
Не зумів кваліфікуватися на Олімпійські ігри 2016.
На чемпіонаті Європи 2017 завоював бронзову медаль вдруге.
- В 1/8 фіналу переміг Віктора Коробчевського (Молдова) — 5-0
- У чвертьфіналі переміг Макса ван дер Паса (Нідерланди) — 5-0
- У півфіналі програв Олександру Хижняку (Україна) — 0-5

На чемпіонаті світу 2017 програв у другому бою Арлену Лопесу (Куба) — 0-5.
На Європейських іграх 2019 завоював срібну медаль.
- В 1/16 фіналу переміг Ангела Рок'ю (Швейцарія) — 5-0
- В 1/8 фіналу переміг Міндауса Гедмінаса (Норвегія) — 3-2
- У чвертьфіналі переміг Адама Чартой (Швеція) — 4-1
- У півфіналі переміг Майкла Невіна (Ірландія) — KO
- У фіналі програв Олександру Хижняку (Україна) — 0-5

На чемпіонаті світу 2019 здобув дві перемоги, а у чвертьфіналі програв Еберту Консейсау (Бразилія) — 1-4.
На чемпіонаті світу 2021 завоював бронзову медаль.
- В 1/32 фіналу переміг Антона Ембулаєва (Фінляндія) — 5-0
- В 1/16 фіналу переміг Кирила Самодурова (Білорусія) — 5-0
- В 1/8 фіналу переміг Морено Фендеро (Франція) — 5-0
- У чвертьфіналі переміг Нурканата Раїс (Казахстан) — 3-2
- У півфіналі програв Йоенліс Ернандесу (Куба) — 0-5

На чемпіонаті Європи 2022 завоював бронзову медаль.
- В 1/8 фіналу переміг Мілоша Барті (Чехія) — 5-0
- У чвертьфіналі переміг Серхата Гюлера (Туреччина) — 5-0
- У півфіналі програв Габріелю Доссен (Ірландія) — 1-4

На чемпіонаті світу 2023 програв у другому бою.
На Європейських іграх 2023 завоював бронзову медаль і кваліфікувався на Олімпійські ігри 2024.
- В 1/16 фіналу переміг Редіса Карая (Албанія) — 5-0
- В 1/8 фіналу переміг Газімагомеда Халідова (Іспанія) — 4-1
- У чвертьфіналі переміг Градуса Крауса (Нідерланди) — 5-0
- У півфіналі програв Олександру Хижняку (Україна) — 0-5

На Олімпійських іграх 2024 програв в першому бою Каану Айкутсуну (Туреччина).